# Деймановка (Полтавская область)
Де́ймановка (укр. Дейманівка) — село, Деймановский сельский совет, Пирятинский район, Полтавская область, Украина. Является административным центром Деймановского сельского совета, в который, кроме того, входят сёла Приходьки и Шкураты.
Код КОАТУУ — 5323882601. Население по переписи 2001 года составляло 644 человека.

## Географическое положение
Село Деймановка находится на левом берегу реки Удай, выше по течению на расстоянии в 4,5 км расположено село Высокое, ниже по течению на расстоянии в 2 км расположено село Шкураты, на противоположном берегу — сёла Малая Круча, Великая Круча и Повстин. Река в этом месте извилистая, образует лиманы, старицы и заболоченные озёра.

## История
- Николаевская[2][3] церковь этого села известна с 1723 года, а Параскевиевская[4] с 1764
- Село указано на подробной карте Российской Империи и близлежащих заграничных владений 1816 года.[5]

## Экономика
- ООО «Пирятинский деликатес».
- ЧП «Урожай».

## Объекты социальной сферы
- Школа.

## Достопримечательности
- «Деймановский» — ландшафтный заказник общегосударственного значения, размещается в затоне реки Удай (622,7 га).